# رودلف شتاين
رودلف شتاين (بالألمانية: Rudolf Stein)‏ (و. 1899 – 1978 م) هو مهندس معماري ألماني، ولد في لايبزيغ، توفي في بريمن، عن عمر يناهز 79 عاماً.

## التعليم
تعلم في جامعة دريسدن التقنية
.